# Юдинки (Козельский район)
Юдинки — деревня в Козельском районе Калужской области. Входит в состав сельского поселения «Село Бурнашево».

## География
Деревня находится в излучине реки Серёна, на расстоянии 12 км к северу от города Козельск, административного центра района.

### Часовой пояс
Деревня Юдинки, как и вся Калужская область, находится в часовой зоне МСК (московское время). Смещение применяемого времени относительно UTC составляет +3:00.

## История
Усадьба Юдинки вероятно была основана помещицей Т. Л. Кошелевой во второй половине XVIII века, затем принадлежала дворянскому роду Кавелиным.

## Население
| 2002 | 2010 |
| ---- | ---- |
| 10   | ↘5   |